# Raymond Guglielmo
Pour les articles homonymes, voir Guglielmo.
Raymond Guglielmo, né le 26 mai 1923 à Paris et mort le 18 octobre 2011 à Ivry-sur-Seine, est un géographe français. Il permettait à ses connaissances ainsi qu'à ses étudiants de l'appeler Gug ou Gugli.

## Le Résistant
R. Guglielmo fut un résistant de la première heure et décoré à ce titre.

## Le chercheur: un géographe de l'industrie
- Disciple de Pierre George qui fut le promoteur d’une géographie humaine renouvelée, Raymond Guglielmo a été marqué par son maître au même titre que d'autres géographes de sa promotion (dont: Michel Rochefort, Bernard Kayser, Yves Lacoste). Il s'est d'abord intéressé aux hydrocarbures (gaz naturel, pétrochimie). Il a dirigé l’Équipe de Géographie industrielle du Laboratoire de Géographie humaine de Paris I (années 1970) qui travailla sur les secteurs industriels (chimie, matières plastiques, pharmacie, électronique et informatique, etc.) ainsi que sur les investissements directs étrangers en France.
- L’installation de l'Université de Paris VIII-Vincennes à St-Denis fera travailler R. Guglielmo et ses étudiants sur la désindustrialisation de la Seine-Saint-Denis et sur la banlieue dans son ensemble.

## L'enseignant
- Professeur de lycée (à Fontainebleau de 1951 à 1953 ; Saint-Germain de 1953 à 1956), puis chercheur au CNRS (1956-1960), il enseigna à l’Université comme assistant (1960) puis maître-assistant à Paris (1961 à 1969) avant de choisir de rejoindre son ami Yves Lacoste un semestre après la création du C.U.E.V. Centre Universitaire Expérimental de Vincennes (1969-1979). Il termina sa carrière comme maître de conférences à l'Université de Paris VIII-Vincennes à Saint Denis.
- Premier au concours d’agrégation[Laquelle ?] (1952), Raymond Guglielmo estimait ne pas avoir besoin d’un titre de Docteur d'État pour crédibiliser ses compétences: il refusa, après 1968, de soutenir la thèse (pourtant bien avancée) qui lui aurait ouvert la voie du Professorat.
- Il remit en cause aussi la finalité de la profession de géographe et la nature de ses productions.

## Le militant
- R. Guglielmo fut l’un des promoteurs de l’ouverture de la géographie aux préoccupations sociales et politiques.
- Son engagement marxiste (membre du Parti communiste 1940-1968) et sa pratique de la géographie industrielle l’ont sensibilisé aux problèmes sociaux, mais aussi aux étroites imbrications financières des entreprises. Géographe de l’industrie, il s’est senti concerné par les luttes menées contre les fermetures d’aciéries en Lorraine, ou celles des travailleurs de Lip dans le quartier de Palente à Besançon (mai 1973 - janvier 1974).
- En 1979, il fait partie du collectif créant la revue Espace et luttes (il en est le directeur de publication). Espace et luttes n’a produit que quatre livraisons mais a été remarquée par la revue L’Espace géographique qui l'a signalée. Il y publie un article sur la lutte des paysans du Larzac (no 2, 1979) et des textes autour de la crise de la sidérurgie lorraine (n° spécial 3-4, 1980), et du redéploiement industriel (no 5, 1980).
- Au Larzac - À la suite d'une décision gouvernementale d’agrandissement d’un camp militaire des paysans s'opposèrent à ce projet et Gug compta parmi leurs sympathisants pendant des années de luttes non-violentes (1971-1981). Il participa à la création de Larzac-Universités et anima des stages sur l’économie régionale, le développement touristique, etc. Il contribua à une étude du projet d’extension du camp militaire du Larzac, désignant les fermes qui les plus stratégiques pour l’achat par les Groupements Fonciers Agricoles (ALLAND 1995).

## Publications
- (1955), « Les Sciences : Géographie et dialectique », 17 p., La Nouvelle Critique, Revue du Marxisme Militant, no 68, septembre-octobre.
- (1956), 'Principaux aspects du développement de la pétrochimie en France', Annales de géographie, p. 123-139.
- (1958), La pétrochimie dans le monde. Presses universitaires de France, coll. Que sais-je ? no 787, 126 p. (2e Ed. 1966)
- (1960), Le gaz naturel dans le monde, Presses universitaires de France, coll. Que sais-je ? no 896, 126 p. (2e Ed. 1972)
- Avec: George Pierre, Kayser Bernard & Lacoste Yves (1964), La géographie active, PUF, Paris
- Avec: Dalmasso Étienne & Rochefot Michel (1969), Éléments de Science Économique à l'usage des Géographes. Vol. 1 Les mécanismes économiques, Éditions Fernand Nathan, 239 p.
- (1973, collectif sous sa dir.), Recherches de Géographie industrielle. Mémoire et Documents du SDCG, vol. 14, nouvelle série. CNRS, Paris  (ISBN 978-2-222-01678-6), Format : 21 × 27 cm, 300 pages.
- Avec Bakis Henry, Chalet Andrée & Bakis Gilles (1973), 'L’usine IBM de Corbeil-Essonnes', in Recherches de Géographie industrielle. Mémoire et Documents du SDCG, nouvelle série, vol. 14 nouvelle série, p. 129-223. CNRS, Paris. Mémoires et documents de géographie, p. 133-164. Publié le 1.1. 1975.
- coauteur (1973), 'Les investissements étrangers en France', Recherches de Géographie industrielle. Mémoire et Documents du SDCG, vol. 14, nouvelle série, CNRS, Paris. Mémoires et documents de géographie,  (ISBN 978-2-222-01678-6), Format : 21 × 27 cm, 300 pages
- (1976), 'Profession géographe : quelle pratique militante ?', Hérodote, no 4,
- Avec Guglielmo Geneviève (1978), L'énergie nucléaire et les autres sources d'énergie, Coll. Profil no 511, Hatier, Paris, 79 p.
- Avec Bakis Henry (1979), La pétrochimie dans le monde, 3e édition mise à jour et entièrement refondue, Presses universitaires de France, coll. Que sais-je ? no 787.
- Avec: Collectif d’Espace et Luttes (1979), « Pourquoi " Espaces et Luttes " ? », Hérodote, no 16.
- 1979), « Promenade sur le Larzac aveyronnais. Une nouvelle politique de l’espace », Article sur la lutte des paysans du Larzac, Espace et Luttes, no 2, 80 p. ill.
- (1980), 'Lorraine', Espace et Luttes, no 3-4, 144 p., fig., tabl., photogr.
- (1980), « Redéploiement », Espace et Luttes, no 5, 43 p., fig., photogr.
- (v. 1980), « Le redéploiement industriel en France », Les géographies de la France. Hérodote, no 23.
- Avec: Chesneaux Jean (1980), Montredon du Larzac et son quartier, 20 p., ill., Larzac-Université
- Avec: Chesneaux Jean (1981), Montredon, Les Homs, Saint-Sauveur : Larzac Nord-Est, 48 p., ill., Apal
- (1985), « Localisations industrielles et bassins d'emploi », Espace, populations, sociétés, Vol. 3, no 2, p. 375-394
- (1986), 'Désindustrialisation et évolution de l'emploi à Saint-Denis', Stratégies d'entreprises, mutations technologiques, politiques urbaines, Villes en parallèle, no 11, octobre, p. 97-106.
- Avec: Moulin Brigitte (1986), 'Les grands ensembles et la politique', Après les banlieues rouges. Hérodote, no 43, oct.-déc., p. 39-89
- (1987), 'Annexe sur l’industrie', dans Smadja Nicole (rapporteur), Mutations économiques et urbanisation: groupe de travail présidé par F. Hollard. La documentation française, Paris, 340 pages, graph., cartes, 8 annexes. Plan Urbain, Commissariat Général au Plan, DATAR, La Documentation française, Paris
- (1987), 'Villes d’Europe désertées par les usines. Saint-Denis : renouveau d’une banlieue rouge', Le Monde diplomatique, mars.
- (1995), 'Les ratés de l’aménagement', Autrement, no 152, p. 80-94.
- (2000), Les Grandes Métropoles du Monde et leur crise, Armand Colin, 270 p.
- (2002), « Un des rares mandarins à n’avoir jamais été mandarin », in « Parcours dans la recherche urbaine, Michel Rochefort, un géographe engagé ». Strates. Matériaux pour la recherche en sciences sociales, Hors-série, http://strates.revues.org/527
- (2008), 'Pierre George, promoteur de la géographie industrielle', Cahiers de géographie du Québec, vol. 52, no 146, sept., p. 255-259 http://www.erudit.org/revue/cgq/2008/v52/n146/019593ar.pdf  (ISSN 0007-9766 et 1708-8968)